# سیارک ۳۲۰
سیارک ۳۲۰ (به انگلیسی: 320 Katharina) سیصد و بیستمین سیارک کشف شده‌است که در ۱۱ اکتبر ۱۸۹۱ و در وین کشف شد.
قدر مطلق سیارک برابر ۱۰٫۷۰ است.